# Риме, Жюль
Жюль Риме́ (фр. Jules Rimet, французское произношение: [ʒyl ʁimɛ]; 14 октября 1873 — 16 октября 1956) — французский спортивный функционер, основатель и президент парижского футбольного клуба «Ред Стар», президент Федерации футбола Франции, третий президент ФИФА. Находился на посту президента ФИФА с 1921 по 1954 год, тем самым установив рекорд правления организацией: его президентский мандат был действителен в течение 33 лет, без перерыва.
Стоял у истоков создания ФИФА, являлся пионером развития футбола на Европейском континенте. Вдохновлённый успехами олимпийских футбольных турниров, стал инициатором проведения чемпионатов мира по футболу, на которых вплоть до турнира в 1970 году главный приз носил его имя — Кубок Жюля Риме.

## Биография
Сначала Риме был христианским активистом и в 1898 году основал христианскую республиканскую демократическую газету «La Revue», которую в январе 1899 года объединил с изданием «Le Sillon» Марка Санье. Их общее детище призывало христиан выступать против монархии. Основав футбольный клуб «Ред Стар», он вошёл в руководство футбольной федерации Союза французских спортивных спортивных обществ Франции (тогда называлась USFSA) и принял участие в основании ФИФА в 1904 году. Но французская федерация вскоре выходит из состава ФИФА и запрещает своим клубам участвовать в любых международных матчах. Тогда Жюль Риме переходит со своим клубом в Лигу футбола Ассоциаций.
Затем он прошёл Первую мировую войну, с которой вернулся в ранге лейтенанта пехоты с Военным крестом за боевые заслуги. После окончания военных действий избран президентом созданной Федерации футбола Франции 11 апреля 1919 года. Через два года после этого Риме был избран президентом ФИФА. Именно он стал инициатором проведения мировых первенств по футболу. В 1949 году Риме оставил пост президента Федерации футбола Франции из-за возникших разногласий по поводу включения в чемпионат команды города Саарбрюккен. В 1956 году за заслуги в популяризации спорта и за противопоставление его войне был выдвинут на получение Нобелевской премии мира. Жюль Риме умер в 1956 году, через два дня после своего 83-го дня рождения.

## Наследие
Во время чемпионата мира по футболу 2006 года на борту автобуса сборной Франции было написано Liberté, Égalité, Jules Rimet (Свобода, равенство, Жюль Риме), что являлось аллюзией на национальный девиз Франции — Liberté, Égalité, Fraternité (Свобода, равенство, братство).
В фильме «Лига мечты» (режиссёр Фредерик Обюртен, Франция, 2014), посвященном истории ФИФА, роль Ж. Риме исполнил Жерар Депардьё.